# Самойлов, Евгений Валерианович
Евге́ний Валериа́нович Само́йлов (3 [16] апреля 1912, Санкт-Петербург, Российская империя — 17 февраля 2006, Москва, Россия) — советский и российский актёр театра, кино и дубляжа, народный артист СССР (1974).

## Биография
Евгений Самойлов родился 3 (16) апреля 1912 года в Санкт-Петербурге, в семье рабочего Путиловского завода Валериана Саввича и домохозяйки Анны Павловны Самойловых.
В 1921—1929 годах учился в Ленинградской средней школе № 68, в 1928—1929 — в Ленинградской частной художественной студии Н. Н. Ходотова. В 1930 году окончил актёрское отделение Ленинградского художественного политехникума.
В 1930—1934 годах — актёр Ленинградского «Театра актёрского мастерства» под руководством Л. С. Вивьена, в 1934—1938 — Государственного театра им. Вс. Мейерхольда (ГосТИМ) в Москве, в 1938—1939 — Киевской киностудии (ныне Киностудия имени А. Довженко), в 1939—1940 — Московского театра Комедии, в 1940—1967 — Театра Революции (с 1954 — Московский драматический театр имени Вл. Маяковского), с 1968 — Малого театра.
Во время Великой Отечественной войны, в 1941—1942 годах — актёр Тбилисской киностудии (ныне «Грузия-фильм»), в 1942—1943 — Ереванской киностудии (ныне «Арменфильм»).
В кино с 1936 года. Дебютной стала роль инструктора физкультуры Гриши в фильме «Случайная встреча».
Член КПСС с 1951 года.

Скончался в Москве 17 февраля 2006 года на 94-м году жизни. Похоронен на Ваганьковском кладбище (25 уч.).

### Семья
- Отец — Валериан Саввич Самойлов, рабочий Путиловского завода, погиб от голода в блокадном Ленинграде, похоронен в Братской могиле рабочих Путиловского завода.
- Мать — Анна Павловна Самойлова, домохозяйка, погибла от голода в блокадном Ленинграде.
- Жена — Зинаида Ильинична Левина (1914—1994), дочь Ильи Львовича и Розалии Григорьевны (в девичестве Паперной) Левиных, польская еврейка, инженер-электротехник, домохозяйка.
  - Дочь — Татьяна Самойлова (1934—2014), актриса, народная артистка РФ (1992).
    - Внук — Дмитрий Самойлов (род. 1969), врач-рентгенолог, живёт в США.

  - Сын — Алексей Самойлов (род. 1945), актёр, первый муж фигуристки Татьяны Тарасовой.
    - Внучка — Натали Самойлофф, искусствовед.

### Адрес в Ленинграде
- Сутугина улица, дом 7, квартира № 12.

## Звания, награды и признание
- Заслуженный артист РСФСР (1947)
- Народный артист РСФСР (1954)
- Народный артист СССР (1974)
- Сталинская премия первой степени (1941) — за исполнение заглавной роли в фильме «Щорс» (1939)
- Сталинская премия второй степени (1946) — за исполнение роли Василия Ивановича Кудряшова в фильме «В шесть часов вечера после войны» (1944)
- Сталинская премия второй степени (1947) — за исполнение роли Олега Васильевича Кошевого в спектакле «Молодая гвардия» по А. А. Фадееву
- Орден «За заслуги перед Отечеством» III степени (2002) — за выдающийся вклад в развитие отечественного искусства[10]
- Орден «За заслуги перед Отечеством» IV степени (1997) — за заслуги перед государством и большой личный вклад в развитие театрального искусства[11]
- Орден Трудового Красного Знамени (1972)
- Орден Октябрьской революции (1982)
- Медаль «За оборону Москвы»
- Медаль «За доблестный труд в Великой Отечественной войне 1941—1945 гг.»
- Медаль «В память 800-летия Москвы»
- Медаль «В память 850-летия Москвы»
- Медаль «Ветеран труда»
- Медаль «За освоение целинных земель»
- Знак «Отличник культурного шефства над Вооруженными Силами СССР».
- Благодарность Президента Российской Федерации (1995) — в связи со 100-летием мирового и российского кинематографа за заслуги перед государством и большой вклад в отечественную культуру[12]
- Благодарность Президента Российской Федерации (1999) — за большие заслуги в развитии театрального искусства и в связи со 175-летием театра[13]
- Фестиваль «Московская театральная весна» (3-я премия за роль Суходолова в спектакле «Сонет Петрарки» по пьесе Н. Погодина, 1957)
- Фестиваль «Московская театральная весна» (3-я премия за роль Антона в спектакле «Дальняя дорога» по пьесе А. Арбузова (1958)
- Фестиваль «Московская театральная весна» (1-я премия за роль князя Ивана Петровича Шуйского в спектакле «Царь Фёдор Иоаннович» по трагедии А. К. Толстого (1973)
- Приз «Серебряная маска» за лучшее исполнение мужской роли (заводской мастер Лев Сушкин — «Золотые костры» И. Штока) (1976)
- Театральная премия «Золотая маска» в номинации «За честь и достоинство» (2002)
- В честь Е. В. Самойлова назван астероид 10262 Samoilov, открытый в 1975 году советским астрономом Л. И. Черных (2002)
- Премия «Золотой орёл» — «за беззаветную преданность искусству» (2004).

## Творчество

### Роли в театре

#### Ленинградский «Театр актёрского мастерства»
- 1932  — «На дне» М. Горького —Кривой Зоб, Актёр, Васька Пепел
- 1934  — «Шторм» В. Н. Билль-Белоцерковского — Председатель укома

#### Государственный театр им. Вс. Мейерхольда
- 1934 — «Лес» А. Н. Островского — Пётр
- «Эрнани» В. Гюго — Эрнани
- «Свадьба Кречинского» А. В. Сухово-Кобылина — Владимир Дмитриевич Нелькин
- 1937 — «Горе от ума» А. С. Грибоедова — Александр Андреевич Чацкий
- «Борис Годунов» А. С. Пушкина — Григорий Отрепьев
- 1938  —  «Одна жизнь» по роману «Как закалялась сталь» Н. Н. Островского — Павка Корчагин

#### Московский театр имени В. Маяковского
- 1940 —  «Мария Стюарт» Ф. Шиллера — Мортимер
- 1941 — «Таня» А. Н. Арбузова — Герман
- 1944 — «Сыновья трёх рек» В. М. Гусева — Алексей
- 1945 — «Обыкновенный человек» Л. М. Леонова — Алексей Ладыгин
- 1947 — «Молодая гвардия» по А. А. Фадееву — Олег Кошевой
- 1947 — «Великие дни» Н. Е. Вирты — Константин Константинович Рокоссовский
- 1948 — «Хлеб наш насущный» Н. Е. Вирты  — Ковалёв, агроном
- 1948 — «Закон чести» А. П. Штейна — Гончаров
- «Путь в грядущее» С. М. Марвича — Серго Орджоникидзе
- 1951 — «Зыковы» М. Горького — Антип
- 1954 — «Гамлет» У. Шекспира — Гамлет
- 1955 — «Аристократы» Н. Ф. Погодина — Громов
- 1957 — «Сонет Петрарки» Н. Ф. Погодина — Суходолов
- 1958 — «Дальняя дорога» А. Н. Арбузова — Антон
- 1960 — «Время любить» Б. С. Ласкина — Анохин
- 1961 — «Медея» Еврипида — Ясон
- 1961 — «Океан» А. П. Штейна — Платонов
- 1964 — «Перебежчик» П. Л. Тура — Генерал Бондарев

#### Малый театр

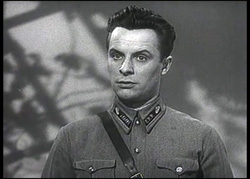
Кадр из фильма
«Сердца четырёх»

- Князь Иван Петрович Шуйский — «Царь Фёдор Иоаннович» А. К. Толстого. Режиссёр: Б. И. Равенских (1973)
- Захарьин-Юрьев — «Смерть Иоанна Грозного» А. К. Толстого (1995)
- Игнат Гордеев — «Фома Гордеев» по М. Горькому (1981)
- Крутицкий — «Не было ни гроша, да вдруг алтын» А. Н. Островского (1993)
- Старый лакей Карп — «Лес» А. Н. Островского (1998)
- Мастаков — «Старик» М. Горького (1971)
- Тит Никонович Ватутин — «Обрыв» по И. А. Гончарову (1992)
- Андреа Дориа — «Заговор Фиеско в Генуе» Ф. Шиллера (1977)
- Камердинер герцога — «Коварство и любовь» Ф. Шиллера (1998)
- Учёный Бармин — «Человек и глобус» В. В. Лаврентьева (1969)
- Майор Васин — «Русские люди» К. М. Симонова (1975)
- Заводской мастер Лев Сушкин — «Золотые костры» И. Штока (1975)
- Рабочий-ветеран Платон Никитич Ангел — «Дикий Ангел» А. Ф. Коломийца. Режиссёр: В. К. Седов (1982)
- Адольф — «Незрелая малина» И. Губача (1983)
- Джонатан Коффин — «Ночь игуаны» Т. Уильямса (1989)

### Фильмография
- 1936 — Случайная встреча — Гриша Рыбин
- 1936 — Том Сойер — доктор Робинзон и адвокат Робинзон
- 1939 — Щорс — Николай Александрович Щорс
- 1939 — В поисках радости — Кирилл Ждаркин, начальник МТС
- 1940 — Светлый путь — Алексей Николаевич Лебедев
- 1941 — Сердца четырёх — старший лейтенант Пётр Никитич Колчин
- 1941 — Цветные киноновеллы (новелла «Небо и ад») — дон Пабло
- 1942 — Машенька — эпизод (нет в титрах)
- 1942 — Александр Пархоменко — партработник (эпизод)
- 1943 — Неуловимый Ян — Ян Смудек
- 1943 — Он ещё вернётся — эпизод
- 1943 — Жена гвардейца (короткометражный) — Пётр Белкин
- 1943 — Давид-Бек — Касьянов
- 1944 — В 6 часов вечера после войны — лейтенант Василий Кудряшов
- 1946 — Синегория — Амальгама
- 1946 — Адмирал Нахимов — лейтенант Николай Андреевич Бурунов
- 1947 — Мальчик с окраины — Андрей Скворцов
- 1947 — Новый дом — капитан Иван Вешняк
- 1948 — Суд чести — Николай, жених Ольги Верейской
- 1951 — Тарас Шевченко — Николай Александрович Спешнев
- 1951 — Незабываемый 1919 год — Александр Неклюдов
- 1952 — Неразлучные друзья — Николай Ефанов, отец Глеба
- 1954 — Герои Шипки — Михаил Дмитриевич Скобелев
- 1955 — Крушение эмирата — Михаил Васильевич Фрунзе
- 1955 — Неоконченная повесть — Александр Аганин, врач-невропатолог
- 1956 — Триста лет тому… — Иван Богун
- 1957 — К Чёрному морю — Константин Александрович Хохлов
- 1958 — Олеко Дундич — полковник Бобров
- 1959 — Заре навстречу — Георгий Семёнович
- 1960 — Бессонная ночь — Егор Дмитриевич Кауров, отец Павла
- 1960 — Братья Ершовы
- 1960 — Люди моей долины — Евгений Бурчак
- 1962 — Кольца славы — Васильев
- 1964 — Живые и мёртвые — командир коммунистического батальона
- 1964 — Зачарованная Десна — Александр Петрович, полковник
- 1969 — Старый дом — эпизод
- 1969 — Ватерлоо — генерал Пьер Камброн
- 1970 — Крушение империи — Савва Абрамович
- 1971 — Звёзды не гаснут — Георгий Васильевич Чичерин
- 1972 — Длинная дорога в короткий день — Михаил Петрович
- 1975 — Они сражались за Родину — полковник Марченко
- 1984 — Берег его жизни — Пётр Семёнов-Тян-Шанский
- 1987 — Борис Годунов — Пимен
- 1990 — Война на западном направлении — Нил Игнатьевич Романов
- 1991 — Осада Венеции (СССР, Италия, Франция) — священник
- 1992 — В начале было слово — игумен
- 2003 — Спас под берёзами — Пётр Сергеевич Нефёдов, старик

### Телеспектакли
- 1967 — Медея — Ясон
- 1971 — Конкурс продолжается. Иоганн Себастьян Бах — король
- 1972 — Былое и думы — консул
- 1980 — Заговор Фиеско в Генуе — герцог Дориа
- 1981 — Царь Фёдор Иоаннович — князь Иван Петрович Шуйский
- 1983 — Фома Гордеев — Игнат Гордеев
- 1985 — Незрелая малина — Адольф
- 1987 — Борис Годунов (фильм-опера) — Пимен
- 1987 — Каменный цветок — Павел Петрович Бажов
- 1991 — Ночь игуаны — Джонатан Коффин
- 2002 — Лес (фильм-спектакль) — Карп
- 2002 — Горе от ума — князь Тугоуховский

### Озвучивание
- 1942 — Георгий Саакадзе — Царь Луарсаб (роль С. Багашвили)
- 1943 — Давид-Бек — Мелик-Мансур (роль Ф. Довлатяна)
- 1951 — Жизнь побеждает

### Участие в фильмах
- 2002 — Иван Любезнов (из цикла телепрограмм канала ОРТ «Чтобы помнили») (документальный)